# Zyzomys
Zyzomys és un gènere de rosegador que es caracteritza per posseir una cua particularment llarga i gruixuda. Inclou cinc espècies, totes originàries d'Austràlia. Foren descrites per Michael Rogers Oldfield Thomas el 1909.

## Taxonomia
Se'n coneixen cinc espècies. Zyzomys pedunculatus es cregué extinta, però fou redescoberta el 1996.
- Rata roquera australiana (Z. argurus)
- Rata roquera de la Terra d'Arnhem (Z. maini)
- Rata roquera de Carpentària (Z. palatalis)
- Rata roquera de l'Austràlia central (Z. pedunculatus)
- Rata roquera de Kimberley (Z. woodwardi)